# Зельнеккер, Николаус
Николаус Зельнеккер (нем. Nikolaus Selnecker; 5 декабря 1530, Херсбрукк — 24 мая 1592, Лейпциг) — немецкий лютеранский теолог и автор христианских гимнов. Один из авторов «Формулы Согласия».

## Биография
Николаус Зельнеккер, сын нотариуса Георга Зельнеккера и Доротеи, родился в 1530 году. С 1534 года вместе с родителями жил в Нюрнберге. С ранней юности Николаус посвятил себя музыке и стал в 1542 году органистом Нюрнбергской Бургкапеллы.
С 29 апреля 1550 начал обучение в университете Виттенберга. Благодаря дружбе его отца с Филлипом Меланхтоном он часто бывал в доме последнего. Под руководством Меланхтона он получил 31 июля 1554 степень магистра свободных искусств. 1 мая 1555 Зельнеккер был принят в состав преподавательского состава философского факультета, а летом 1556 года стал его деканом.
Зельнеккер никогда не сомневался в соответствии взглядов Мелахтона с учением Лютера. Меланхтон рекомендовал его в 1557 году на должность третьего проповедника курфюрстского двора в Дрездене. После получения приглашения оттуда, Зельнеккер был рукоположён в сан пастора 1 февраля 1558. 14 февраля 1560 года он был назначен воспитателем детей курфюрста Августа. В 1559 году Зельнеккер женился на дочери суперинтендента Даниэля Грайзера. Однако карьера придворного проповедника завершилась после того, как он начал порицать пристрастие курфюрста к охоте.
В марте 1565 года Зельнеккер стал профессором теологии в Йене, однако уже через два года был вынужден покинуть эту должность из-за конфликта с гнесиолютеранами. Курфюрст Август назначал его в 1568 году профессором теологии в Лейпциге. 10 мая 1570 года в Виттенберге Зельнеккер получил степень доктора. Затем он получил должность генерального суперинтендента в Брауншвейге. Однако в этой должности он снова вступил в конфликт с гнесиолютеранами — Мартином Хемницем и Якоб Андреэ относительно вероучения Лютеранской Церкви. В это время он сочинил гимн Laß mich dein sein und bleiben.
В 1572 году переехал в Ольденбург, где он принял участие в организации высшей школы, предшественницы Гельмштедтского университета. Он составил в 1573 году вместе с Германом Гамельманом ольденбургский церковный порядок. В 1574 году был приглашён на должность священника церкви Святого Фомы в Лейпциге. Там же он стал в 1576 году суперинтендентом и заведующим кафедрой теологического факультета. В этом качестве Зельнеккер был приглашён курфюрстом к работе над «Формулой Согласия».
После смерти курфюрста Августа он стал неугоден новому курфюрсту Кристиану, имевшему склонность к кальвинизму. Он жил в Магдебурге, до тех пор пока в октябре 1590 года не был назначен на должность суперинтендента в Хильдесхейм. Когда в 1591 году к власти пришёл сторонник лютеранской ортодоксии Кристиан II, Зельнеккер смог вернуться в Лейпциг. Однако вскоре после этого он умер и был торжественно похоронен в церкви Святого Фомы.
Зельнекер оставил 170 трудов, в том числе Historia Lutheri (1575) и истории «Аугсбургского вероисповедания» (1584) и участвовал в создании Книги Согласия. Также он сочинил около 120 гимнов, некоторые из которых до сих пор используют в лютеранских песенных сборниках.